# Johann von Ewald
Johann von Ewald, född den 30 mars 1744 i Kassel, död den 25 juni 1813 i närheten av Kiel, var en dansk officer.
Ewald bevistade ett fälttåg i sjuåriga kriget (1756–1763) och övergick 1776 som befälhavare över en i engelsk sold stående hessisk kår till Nordamerika, där han med utmärkelse deltog i frihetskriget. Återkommen till Europa 1783, trädde han 1788 i dansk tjänst som överstelöjtnant och chef för slesvigska jägarkåren. När Danmark 1801 besatte Hamburg och Lybeck, erhöll han militärkommandot i förstnämnda stad och förvärvade sig där allmän aktning genom sina truppers utmärkta disciplin. År 1803 bevakade han den holsteinska gränsen mot fransmännen, när de besatte Hannover, och 1806 mot preussarna och svenskarna. 
Under engelsmännens angrepp mot Köpenhamn (1807) skyddade Ewald, i spetsen för två av honom organiserade infanteriregementen, Själland mot fientligt anfall och utnämndes därefter till guvernör i Kiel. År 1809 anförde han den danska kår, som understödde fransmännen mot major Schill och i förening med en holländsk kår stormade Stralsund, varefter han utnämndes till generallöjtnant. På grund av sjuklighet nedlade han 1813 sitt befäl. Ewald författade bland annat Über den kleinen Krieg (1785) och Belehrungen über den Krieg, erläutert durch Beispiele grosser Helden und kluger, tapferer Männer (1798–1803, 9 band). Sonen Carl von Ewald utgav 1838 sin fars biografi.